# Bandiere del Giappone

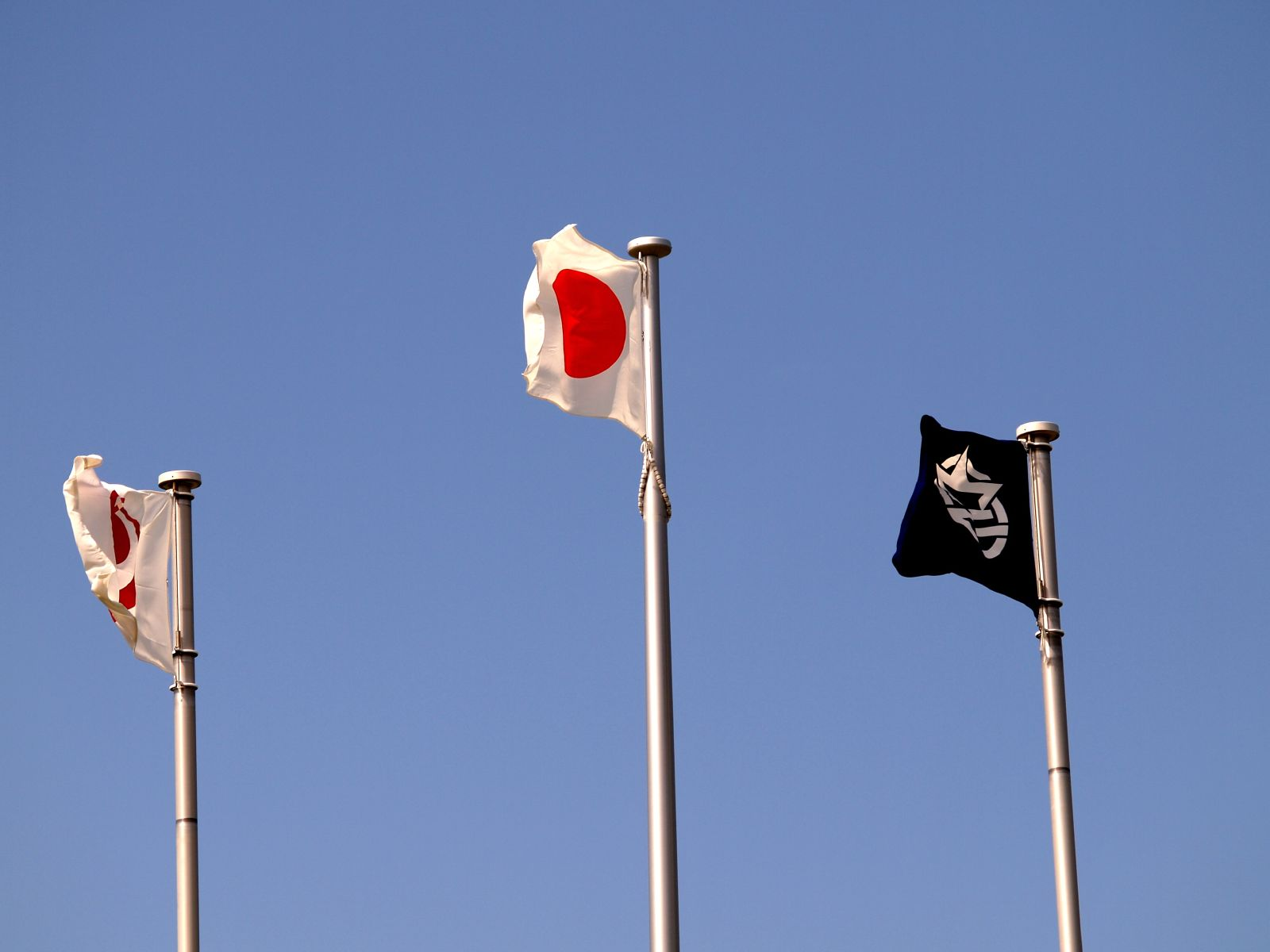
Al centro la bandiera del Giappone, circondata dalle bandiere della prefettura di Okinawa e della città di Urasoe

In Giappone sono in uso diverse bandiere. Oltre alla bandiera nazionale, nel paese sono diffuse bandiere militari e delle prefetture. Nel Giappone feudale erano in uso vessilli che identificavano i daimyō denominate uma-jirushi.

## Bandiera del Giappone
La bandiera del Giappone è bianca e rettangolare, con un disco rosso al centro che rappresenta il Sole. In uso già dal 1870, fu resa la bandiera nazionale con la legge sulla bandiera e inno nazionale giapponese del 13 agosto 1999.
| Bandiera | Data                              | Uso                                                 | Descrizione |
| -------- | --------------------------------- | --------------------------------------------------- | --- |
|          | 13 agosto 1999 - presente         | Bandiera nazionale                                  | Rapporto bandiera: 2:3. Questa bandiera è stata designata dalla Proclamazione n. 127, del 1999. Il disco solare è perfettamente centrato ed è di una tonalità di rosso più brillante. |
|          | 27 febbraio 1870 - 12 agosto 1999 | Bandiera nazionale e insegna dell'Impero Giapponese | Proporzione: 7:10. Il disco è decentrato d'un centesimo della bandiera verso il lato sinistro. È stato designato dalla proclamazione n. 57, 1870.                                     |

## Bandiera imperiale
La bandiera dell'imperatore del Giappone, istituita nel 1869 è di colore rosso e presenta al centro l'emblema del Giappone, un crisantemo dorato dai 16 petali.
| Bandiera | Data            | Uso | Descrizione                                                                                            |
| -------- | --------------- | --- | --- |
|          | 1869 - presente | Stendardo dell'Imperatore Regnante                                                                                       | Crisantemo a sedici petali doppi dorato in campo rosso                                                 |
|          | 2019- presente  | Stendardo dell'Imperatore Emerito                                                                                        | Crisantemo a sedici petali doppi dorato in campo cremisi                                               |
|          | 1926 - presente | Stendardo dell'Imperatrice Regnante, dell'Imperatrice Vedova, della Grande Imperatrice Vedova e dell'Imperatrice Emerita | Gagliardetto identico allo Stendardo Imperiale                                                         |
|          | 1926 - presente | Stendardo del Reggente                                                                                                   | Crisantemo a sedici petali doppi dorato in campo rosso bordato di bianco                               |
|          | 1926 - presente | Stendardo del Figlio Imperiale Ereditario e del Nipote Imperiale Ereditario                                              | Crisantemo a sedici petali doppi dorato in campo rosso orlato di bianco                                |
|          | 1926 - presente | Stendardo della Consorte del Figlio Imperiale Ereditario e della Consorte del Nipote Imperiale Ereditario                | Gagliardetto identico allo Stendardo del Figlio Imperiale Ereditario e del Nipote Imperiale Ereditario |
|          | 2020 - presente | Stendardo del Principe Ereditario se non è il figlio o il nipote dell'Imperatore Regnante                                | Crisantemo a sedici petali doppi dorato in campo bianco orlato e bordato di rosso                      |
|          | 1926 - presente | Stendardo dei Principi, delle Principesse e delle Principesse Consorti appartenenti alla Famiglia Imperiale              | Crisantemo a sedici petali doppi dorato in campo bianco bordato di rosso                               |

## Bandiere governative

Bandiera delle poste giapponesi 1872 – 1887
Bandiera delle poste giapponesi 1887 - presente
Bandiera della dogana giapponese
Bandiera di NHK 1995 – 2020
Bandiera di NHK 2020 - presente

## Bandiere militari

Bandiera della Forza di autodifesa (usata dalla Forza di autodifesa terrestre)
Bandiera di guerra dell'esercito imperiale giapponese
Bandiera della Marina Imperiale Giapponese
Bandiera della Forza di autodifesa marittima giapponese
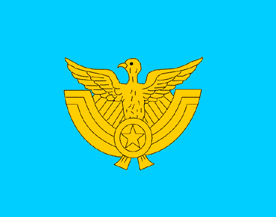
Bandiera della Forza di autodifesa aerea 1955 - 1957
Bandiera della Forza di autodifesa aerea 1957–1972
Bandiera della Forza di autodifesa aerea 1972 - 2001
Bandiera della Forza di autodifesa aerea 2001 - presente
Bandiera del Primo ministro del Giappone
Bandiera del Ministro della Difesa del Giappone
Bandiera del Vice Ministro della Difesa del Giappone
Bandiera Capo di Stato Maggiore del Giappone
Bandiera Capo di Stato Maggiore della Forza di autodifesa terrestre giapponese
Bandiera Capo di Stato Maggiore della Forza di autodifesa marittima giapponese
Bandiera Capo di Stato Maggiore della Forza di autodifesa aerea giapponese
Bandiera Vice ammiraglio della Forza di autodifesa marittima giapponese
Bandiera Contrammiraglio della Forza di autodifesa marittima giapponese
Bandiera Commodoro della Forza di autodifesa marittima giapponese
Bandiera Comandante della Forza di autodifesa marittima giapponese
Bandiera Comandante della Forza di autodifesa marittima giapponese
Bandiera Capitano anziano della Forza di autodifesa marittima giapponese
Gagliardetto della testa d'albero della Forza di autodifesa marittima giapponese
Bandiera Ammiraglio della Marina Imperiale Giapponese
Bandiera Vice ammiraglio della Marina Imperiale Giapponese
Bandiera Contrammiraglio della Marina imperiale giapponese
Bandiera Commodoro della Marina imperiale giapponese
Bandiera Comandante della Marina imperiale giapponese
Bandiera Capitano anziano della Marina imperiale giapponese

## Guardia costiera giapponese

Bandiera Guardia Costiera giapponese
Bandiera Ministro del Territorio, delle Infrastrutture, dei Trasporti e del Turismo
Bandiera Comandante della guardia costiera giapponese
Bandiera Comandante del Comando della Guardia Costiera Regionale
Bandiera del Comandante

## Bandiere storiche

Bandiera militare durante i periodi Kamakura e Muromachi
Bandiera mercantile del Regno delle Ryūkyū
Mon dello shogunato Tokugawa
Bandiera del Governatore Generale di Corea
Bandiera civile e navale durante l'occupazione del Giappone
Bandiera di Okinawa proposta dal governo civile di Okinawa sotto l'occupazione statunitense
Bandiera navale delle Ryūkyū sotto l'occupazione americana
Bandiera del Governo delle Isole Ryūkyū

## Bandiere delle prefetture
Le 47 prefetture del Giappone hanno bandiere generalmente bicromatiche (紋?, mon), con presenza di kana o kanji.

Prefettura di Aichi
Prefettura di Akita
Prefettura di Aomori
Prefettura di Chiba
Prefettura di Ehime
Prefettura di Fukui
Prefettura di Fukuoka
Prefettura di Fukushima
Prefettura di Gifu
Prefettura di Gunma
Prefettura di Hiroshima
Prefettura di Hokkaidō
Prefettura di Hyōgo
Prefettura di Ibaraki
Prefettura di Ishikawa
Prefettura di Iwate
Prefettura di Kagawa
Prefettura di Kagoshima
Prefettura di Kanagawa
Prefettura di Kōchi
Prefettura di Kumamoto
Prefettura di Kyoto
Prefettura di Mie
Prefettura di Miyagi
Prefettura di Miyazaki
Prefettura di Nagano
Prefettura di Nagasaki
Prefettura di Nara
Prefettura di Niigata
Prefettura di Ōita
Prefettura di Okayama
Prefettura di Okinawa
Prefettura di Osaka
Prefettura di Saga
Prefettura di Saitama
Prefettura di Shiga
Prefettura di Shimane
Prefettura di Shizuoka
Prefettura di Tochigi
Prefettura di Tokushima
Prefettura di Tokyo
Prefettura di Tottori
Prefettura di Toyama
Prefettura di Wakayama
Prefettura di Yamagata
Prefettura di Yamaguchi
Prefettura di Yamanashi

## Bandiere municipali
La maggior parte dei comuni ha proprie bandiere. Come le bandiere prefettizie, la maggior parte di esse presenta un simbolo geometrico bicolore altamente stilizzato, che spesso incorpora caratteri giapponesi.